# Proteuxoa chionopasta
Proteuxoa chionopasta là một loài bướm đêm trong họ Noctuidae.